# 邝靖 (北宋)
邝靖，生卒年不詳，籍贯广东潮阳人，宋朝政治人物。

## 簡歷
邝靖，据《广东通志•卷六十六•选举表四•进士一•宋•一•进士•嘉祐三年戊戌》记载：“邝靖，宋嘉祐三年，戊戌进士，潮阳人，见《黄志•五甲考》，《郭志》，《郝志》，《潮州志》，《潮阳志》皆作嘉祐二年丁酉进士。”《潮州府志》载：“邝靖，嘉佑二年，第五甲”。《潮阳历代进士列表》：邝靖，籍貫广东潮阳人，北宋嘉祐三年（1058年），参加戊戌科殿试，登科进士，金榜题名，正奏第五甲赐同进士出身，宋朝政治人物。